# Niedermuhlern

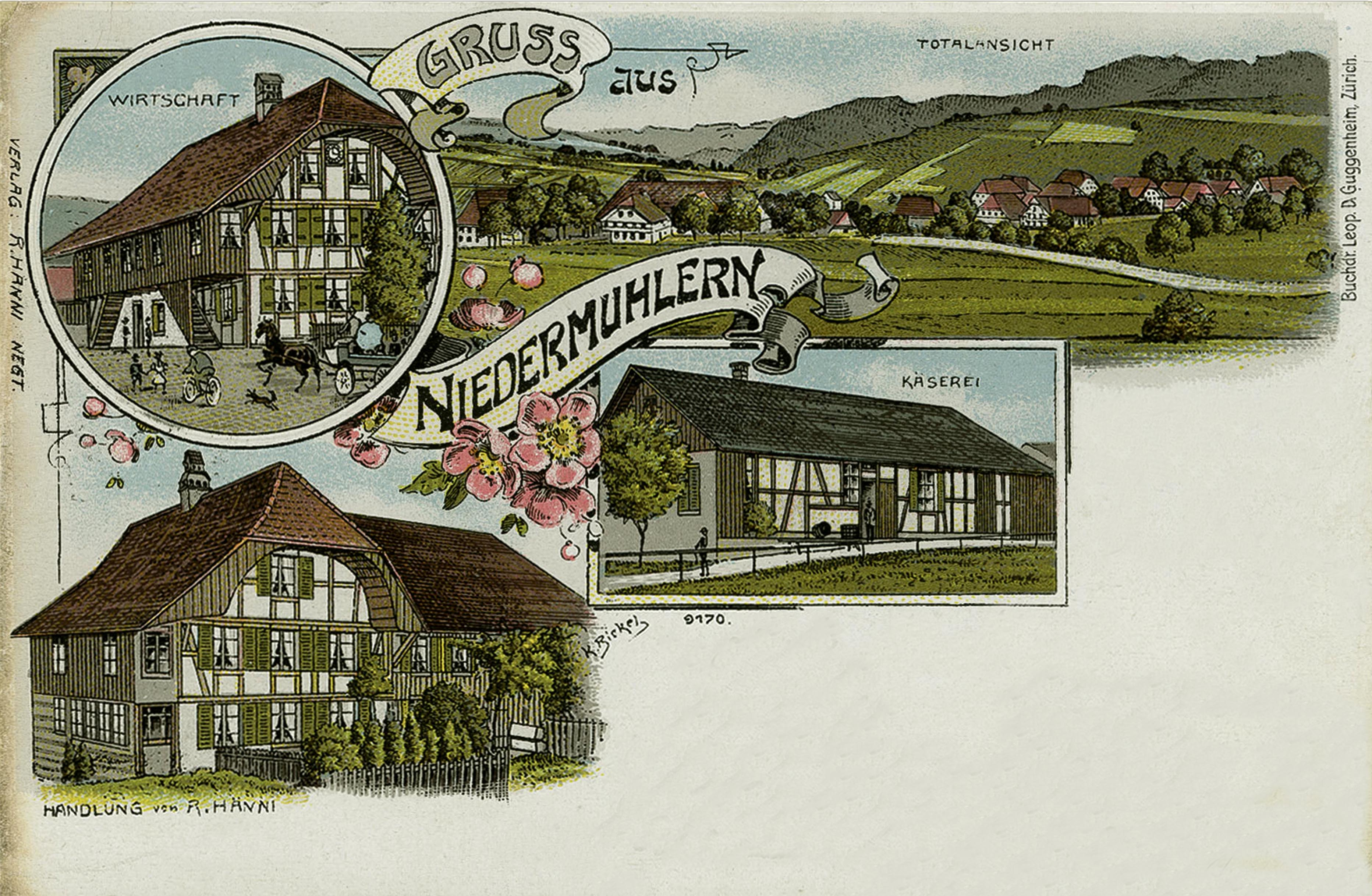
Pocztówka z Niedermuhlern, 1900

Niedermuhlern – gmina (niem. Einwohnergemeinde) w Szwajcarii, w kantonie Berno, w regionie administracyjnym Bern-Mittelland, w okręgu Bern-Mittelland. Graniczy z gminą Oberbalm.
Gmina została po raz pierwszy wspomniana w dokumentach w 1052 roku jako Muolerrun.

## Demografia
W Niedermuhlern mieszka 512 osób. W 2020 roku 5,7% populacji gminy stanowiły osoby urodzone poza Szwajcarią.
W 2000 roku 99,6% populacji (521 osób) mówiło w języku niemieckim, 1 osoba w języku hiszpańskim, a 1 w języku francuskim.
Zmiany w liczbie ludności na przestrzeni lat przedstawia poniższy wykres: